# Spitzentechnologie

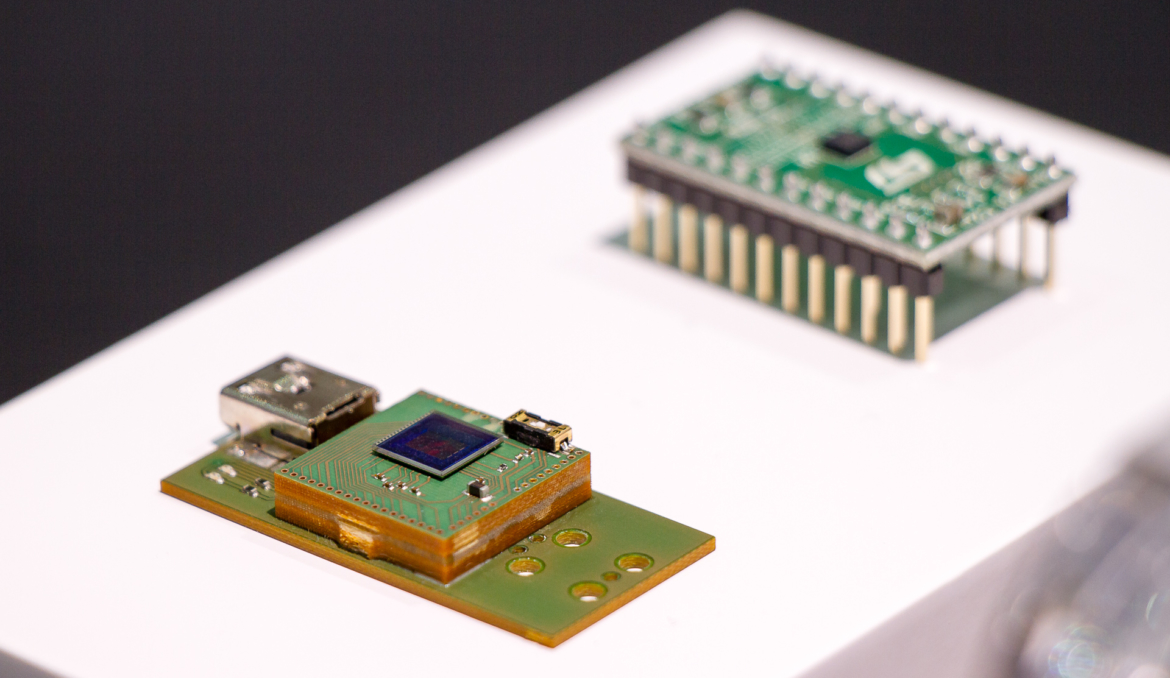
Eine modulare Mikrokamera (im Vordergrund), entwickelt vom Fraunhofer IZM in Berlin

Spitzentechnologie (auch Hochtechnologie oder Hightech [ˌhaɪ̯ˈtɛk]) ist eine Technologie, die von einem Unternehmen in einem bestimmten Marktsegment früher als von Konkurrenten als Produktinnovation, Finanzinnovation oder Innovation sonstiger Dienstleistungen im Stadium der Marktreife angeboten wird.

## Allgemeines
Das Wort Spitzentechnologie ist eine Lehnübersetzung (englisch high technology, high-tech). Es wird deshalb synonym zum Anglizismus „High-Tech“ verwendet. Die Spitzentechnologie steht im Kontrast zur Basistechnologie (englisch low-Tech); angepasste Technologien sind mitunter die dazwischen liegenden Bereiche, im eigentlichen Sinne ist aber „sich anpassendes“ Wissen gemeint.
Im Hinblick auf den Produktlebenszyklus und das Marktpotenzial lassen sich drei Technologietypen unterscheiden:Schrittmachertechnologien, Basistechnologien und Schlüsseltechnologien. Schrittmachertechnologien sind Problemlösungen und befinden sich noch im frühen Entwicklungsstadium der Produktentwicklung. Basistechnologien befinden sich in der Reifephase ihres Lebenszyklus, Schlüsseltechnologien unterliegen einer Phase des Marktwachstums.
Zu Markt- und Preisturbulenzen kam es 2010 bis 2012 durch den expansiven Bedarf der Spitzentechnologien an Seltenen Erden.
„Killer-Technologien“ sind Technologien, die im Zeitpunkt der Marktreife die vorhandenen Technologien und Schlüsseltechnologien als Substitutionsgut ersetzen. Spitzentechnologien können Neuentwicklungen sein oder bestehende Technologien, die in neuen Anwendungsgebieten eingesetzt werden.

## Arten
Die Spitzentechnologie ist insbesondere in folgenden Wirtschaftszweigen vertreten:
- Automobilindustrie: Abgasreinigung, Antriebstechnik, Autonomes Landfahrzeug, Elektroauto;
- Biotechnologie: Grüne Biotechnologie, Industrielle Biotechnologie, Rote Biotechnologie, Umweltbiotechnologie;
- Computertechnik: Software, Hardware, Quantencomputer;
- Energietechnik: Thermodynamik, Brennstoffzelle, Energiespeicher, Sektorenkopplung;
- Erweiterte Realität: Anwendungsgebiete;
- Fusionsforschung: Kernfusion;
- Halbleitertechnik: bei allen Halbleitermaterialien;
- Informations- und Kommunikationstechnik: Anwendungsgebiete;
- Künstliche Intelligenz: Anwendungsgebiete;
- Luft- und Raumfahrttechnik: Raketentechnik, Satellitentechnik;
- Materialtechnik: Anwendungsgebiete;
- Medizintechnik: Anwendungsgebiete;
- Nanotechnik: Anwendungsgebiete;
- Pharmazie: Anwendungsgebiete;
- Photonik: Anwendungsgebiete, Lasertechnik, Lidar;
- Robotik: Anwendungsgebiete;
- Sensortechnik: MEMS, Smart-Sensor;
- Umwelttechnik.

Für Zwecke der Amtlichen Statistik hat Eurostat die Spitzentechnologie über die zugehörigen Wirtschaftszweige definiert.

## Wirtschaftliche Aspekte
Der Spitzentechnologiesektor setzt neueste Technologien ein und wird als förderlich für das Unternehmenswachstum und Wirtschaftswachstum angesehen. Ihr Einsatz kann teilweise zu sehr hohen Investitionen führen, die allerdings in den 1990er Jahren zu einer Überbewertung einzelner Technologieunternehmen an den Finanzmärkten und später zu einer Krise im Zuge der Dotcom-Blase führten. Neue Start-up-Unternehmen auf dem Spitzentechnologiesektor benötigen oft hohes Risikokapital, was bei Investoren zu hohen Gewinnen oder Verlusten führen kann, abhängig vom Erfolg des Geschäftsmodells und der Börsenkapitalisierung an den Börsen. Der Kapitalbedarf der New Economy ließ 1997 den Neuen Markt entstehen, der nach zahlreichen Insolvenzen im Juni 2003 als Börsensegment geschlossen wurde.
Die Entwicklung von Innovationen im Bereich der Spitzentechnologie stellt neue Anforderungen an das Innovationsmanagement. Die jungen Unternehmen in dieser Branche besitzen typischerweise nur knappe Ressourcen, wie z. B. an liquiden Mitteln, stehen unter Zeit- und Erfolgsdruck und sind mit sehr spezialisiertem Know-how ausgestattet. Daher werden Lead-User-Ansätze und Open-Innovation-Methoden speziell in diesem Bereich immer wichtiger zur Sicherung des Innovationserfolgs.
Bei Spitzentechnologien betragen die Forschungs- und Entwicklungskosten mindestens 8,5 % vom Umsatzerlös, bei hochwertigen Technologien 3,5 % bis 8,5 %. Durch diese hohen Entwicklungskosten ist es die primäre Aufgabe, erfolgversprechende Trends zu ermitteln und Produkte schnell auf den Markt zu bringen. Wer Spitzentechnologie kommerziell nutzt, ist ein Technologieführer.